# 南コタバト州

南コタバト州の位置

南コタバト州（みなみコタバトしゅう、Province of South Cotabato）は、フィリピン南部ミンダナオ島にある州で、ソクサージェン地方（SOCCSKSARGEN, Region XII）に属する。東部と南部に南コタバト州から分離して飛び地となったサランガニ州、北にスルタン・クダラット州、北東にダバオ地方の南ダバオ州と接している。海は東部にサランガニ湾でセレベス海に面している。面積は4,489km2、人口は1,102,550人（2000年）、州都は北部スルタン・クダラット州境に近いコロナダル（Koronadal）である。また州内にはソクサージェンのGENを表すジェネラル・サントス市がある。

## 歴史
初期
数世紀前の南コタバト地域には、マギンダナオ王国の影響下にあるマギンダナオ族の開拓者とルマドがまばらに住んでいた。スペイン人は植民地時代を通じてこの地域を征服するために遠征を開始したが、スペイン人が現在のコタバトにフィリピン南部で設立された最古のキリスト教入植地の1つである現在のバランガイ・タモンタカに軍事拠点を設立した後、19世紀半ばまでこの地域の支配権を獲得することはなかった。スペイン人はすでに、ザンボアンガとバシランからチャバカノ語の話者のキリスト教徒とイスラム教徒、ビサヤ人（特にヒリガイノ人とセブアノ人）を連れてきた。
アメリカによる侵略時代
現在の南コタバト州とサランガニ州は、1914年までダバオ州の一部であり、ミンダナオ州の地区が再編成され、当時の分割されていないコタバト州の一部であった。進歩的な州となるものの基礎を築く入植者は、1914年に軍隊を出し始めた。顕著な侵略は、1930年代後半のケソン大統領の任期中に発生した。パウリノ・サントス将軍は、その時入植者の最初の波を率いた。
フィリピンの独立
第二次世界大戦後、ルソン島とビサヤ諸島からの入植者の最後の脱出が、この地域の原生地に侵入した。
1960年代初頭、コタバト南部で人口、貿易、産業が成長するにつれて、地方自治の騒動が起こった。
1966年7月18日、南コタバトは独立した州であるコタバトから分離された。当時はバンガ、南コタバト、ジェネラル・サントス（現在は都市）、グラン、キアンバ、コロナダル、マイトゥム、ノララ、ポロモロック、スララ、タンタンガン、トゥピの11の自治体で構成されていた。自治体は、州が創設されるずっと前に設立された。他の構成自治体は、州として完全に機能した後に形成された。
1975年、フィリピンがマルコス大統領の下で創設されたことで、南ミンダナオとしても知られるダバオ地方に分類された。
1992年、サランガニ州が南コタバトから分離された。州の南部と沿岸部の7つの町（マルンゴン、アラベ、マラパタン、グラン、マーシム、キアンバ、マイトゥム）が新しい州の一部となり、サウスコタバトに11の自治体が残った。
1990年10月12日付のコラソン・アキノ大統領が発行したEO 429に従って、南コタバトに移転した。新たに創設されたイスラム教徒ミンダナオ自治地域の拡大中のアキノと、2001年9月19日にグロリア・アロヨ大統領が発行したEO第36号は、南コタバトが南ミンダナオ州からソクサージェン地方に移行され、コロナダル市をソクサージェンの中心とすると述べていた。
現在
2000年8月16日、共和国法第8803号が承認され、コロナダルの自治体が南コタバトの構成都市に転換された。
2015年、国家競争力評議会は、この州を｢国内で4番目に競争力のある州｣と宣言した。